# Descenso del Asón
El Descenso Internacional del Río Asón es una competición de piragüismo en la cual se desciende el río Asón en Cantabria. La prueba, cuya primera edición data de 1953 y que es una de las más importantes a nivel regional, nacional e internacional, cumplió el 8 de agosto de 2021 su edición 66.ª, tras no celebrarse en 2020 con motivo de la crisis sanitaria provocada por el Covid-19, lo que la convierte en la segunda más antigua a nivel nacional, tras el Descenso del Sella. La organización corre a cabo del Ayuntamiento de Ampuero y la Federación Cántabra de Piragüismo en colaboración con el Ayuntamiento de Ramales de la Victoria y el Gobierno de Cantabria.

## Recorrido y categorías
El Descenso del Asón tiene dos recorridos, el primero desde Ramales de la Victoria hasta Ampuero (15 kilómetros) para categorías sénior y veteranos en K-1 y K-2, júnior y sub-23 en K-1, así como para la categoría RR y los K-2 de la categoría mixta. En la edición del 2021 se añadió la modalidad de Surf ski.
Para las categorías cadetes veteranos mayores de 50 años masculinas, así como para la categoría de damas (todas ellas en K-1) con un segundo recorrido de menor distancia (5 kilómetros), con salida desde la localidad de Udalla y llegada también en Ampuero.
El Descenso tiene cuatro presas: Presa Puente colgante Rasines (porteo obligatorio) Presa de la Barca (porteo opcional) Presa rota de Coterillo (sin porteo) Presa de Ampuero (sin porteo).
Además, el día anterior (sábado), se celebra una contrarreloj en un tramo del río, comprendido entre Coterillo y Ampuero (2 kilómetros), para determinar el orden de salida de los participantes.

## Vencedores
Últimos vencedores de la prueba en las categorías K-1 y K-2 senior:

### K-1
| Año  | Vencedor                                            | Club                                                |
| 1954 | José Antonio Armenta                                | SEU Madrid                                          |
| 1955 | Antonio Cuesta                                      | SCD Ribadesella                                     |
| 1956 | Leandro Cuesta                                      | Ribadesella                                         |
| 1957 | Pedro Calderón                                      | C. Tinín Santander                                  |
| 1958 | Agustín Calderón                                    | Santander                                           |
| 1959 | Agustín Calderón                                    | Santander                                           |
| 1960 | Helmut Hertz                                        | Canoverein Frankfurt                                |
| 1961 | Rudy Grumberg                                       | RFA                                                 |
| 1962 | Rudy Grumberg                                       | RFA                                                 |
| 1963 | Helmut Herz                                         | Canoverein Frankfurt                                |
| 1964 | Luis García Blanco                                  | Gijón                                               |
| 1965 | Helmut Hertz                                        | RFA                                                 |
| 1966 | Agustín Calderón                                    | C.K. Santander                                      |
| 1967 | Pedro Calderón                                      | Tiro Nacional Santander                             |
| 1968 | Johnson                                             | Reino Unido                                         |
| 1969 | Agustín Calderón                                    | C.K. Santander                                      |
| 1970 | Jackson                                             | Selección inglesa                                   |
| 1971 | José Luis Calzada                                   | C.R.Santander                                       |
| 1972 | Norton                                              | British Canoe Union Londres                         |
| 1973 | MacLennan                                           | Irlanda                                             |
| 1974 | Diéguez                                             | Cisne OJE Valladolid                                |
| 1975 | J.M. Santos                                         | FASA Renault Valladolid                             |
| 1976 | Vicente Rasueros                                    | Kayak Salamanca                                     |
| 1977 | Severiano Fernández                                 | Villaviciosa                                        |
| 1978 | Severiano Fernández                                 | Nestle Villaviciosa                                 |
| 1979 | Albert Gerry                                        | Bélgica                                             |
| 1980 | Carlos González                                     | Caimanes Sevares                                    |
| 1981 | White                                               | British Canoe Union Londres                         |
| 1982 | José María Labra                                    | Los Rápidos de Arriondas                            |
| 1983 | Benito Ateca                                        | Ampuero                                             |
| 1984 | Jesús Torre                                         | Peña Revilla Ampuero                                |
| 1985 | César Cea                                           | Canoe Valladolid                                    |
| 1986 | Jesús Torre                                         | S.D. Ampuero                                        |
| 1987 | Jesús Torre                                         | S.D. Ampuero                                        |
| 1988 | Jesús Torre                                         | S.D. Ampuero                                        |
| 1989 | Jesús Torre                                         | S.D. Ampuero                                        |
| 1990 | Jesús Torre                                         | S.D. Ampuero                                        |
| 1991 | Jesús Torre                                         | C.P. Colindres                                      |
| 1992 | Jesús Torre                                         | C.P. Colindres                                      |
| 1993 | Jesús Torre                                         | C.P. Colindres                                      |
| 1994 | Gavin Starsky                                       | Sudáfrica                                           |
| 1995 | Jesús Torre                                         | C.P. Colindres                                      |
| 1996 | Julio Martínez                                      | C.P. Colindres                                      |
| 1997 | Julio Martínez                                      | C. Iberdrola Zamora                                 |
| 1998 | Iván Estrada Cañedo                                 | C.P. Moscón Grado                                   |
| 1999 | Iván Estrada Cañedo                                 | C.P. Moscón Grado                                   |
| 2000 |                                                     |                                                     |
| 2001 | Julio Martínez                                      | C.C.K. Zamora                                       |
| 2002 | Julio Martínez                                      | Oviedo Kayak                                        |
| 2003 | Julio Martínez                                      | C.C.K. Zamora                                       |
| 2004 | Julio Martínez                                      | C.C.K. Zamora                                       |
| 2005 | Julio Martínez                                      | C.C.K. Zamora                                       |
| 2006 | Julio Martínez                                      | C.C.K. Zamora                                       |
| 2007 | Federico Vega                                       | C.P. Astur                                          |
| 2008 | Federico Vega                                       | S.C.D. Ribadesella                                  |
| 2009 | Federico Vega                                       | S.C.D. Ribadesella                                  |
| 2010 | Walter Bouzán                                       | Oviedo Kayak                                        |
| 2011 | Walter Bouzán                                       | Oviedo Kayak                                        |
| 2012 | Federico Vega                                       | S.C.D. Ribadesella                                  |
| 2013 | Federico Vega                                       | S.C.D. Ribadesella                                  |
| 2014 | Federico Vega                                       | S.C.D. Ribadesella                                  |
| 2015 | Walter Bouzán                                       | Oviedo Kayak                                        |
| 2016 | Walter Bouzán                                       | Oviedo Kayak                                        |
| 2017 | Federico Vega                                       | S.C.D. Ribadesella                                  |
| 2018 | Walter Bouzán                                       | La Ribera Oviedo Kayak                              |
| 2019 | Walter Bouzán                                       | C.P. El Sella                                       |
| 2020 | No se celebró por la Crisis Sanitaria del Covid-19. | No se celebró por la Crisis Sanitaria del Covid-19. |
| 2021 | Óscar Martínez                                      | C.P. Sirio                                          |
| 2022 | Suspendido por falta de caudal.                     | Suspendido por falta de caudal.                     |
| 2023 | Luis Amado                                          | C.P. Sirio - La Llongar                             |

### K-2
| Año  | Vencedores                                          | Club                                                | Tiempo                                              |
| 2008 | Armando Blanco / Vicente Llereda                    | C.P. Los Caimanes                                   | 1.05.19                                             |
| 2009 | Jesús Torre / Emilio Ortiz                          | Rasines Kayak                                       |                                                     |
| 2010 | Andrés Cangas Soto / Jonathan Salas                 | C.P. El Sella                                       | 1.04.11                                             |
| 2011 | Ernesto Goríbar / Rodrigo Jaca                      | C.P. Colindres                                      | 1.12.00                                             |
| 2012 | Jonathan Salas / Óscar Martínez                     | C.P. Sirio                                          | 1.13.41                                             |
| 2013 | Jonathan Salas / Óscar Martínez                     | C.P. Sirio                                          | 1.06.33                                             |
| 2014 | Pedro Gutiérrez / Óscar Hernández                   | S.C.D. Ribadesella                                  | 1.02.52                                             |
| 2015 | Andrés Cangas / Javier Otero                        | Neptuno Infiesto                                    |                                                     |
| 2016 | Luis Amado / Andrés Cangas                          | S.C.D. Ribadesella                                  | 1.01.12                                             |
| 2017 | Luis Amado / Andrés Cangas                          | S.C.D. Ribadesella                                  | 1.08.22                                             |
| 2018 | Marco López / Pelayo Palicio                        | Selección Asturiana                                 |                                                     |
| 2019 | Alberto Sánchez / Daniel Pérez                      | Cuervos de Pravia                                   | 1.07.35                                             |
| 2020 | No se celebró por la Crisis Sanitaria del Covid-19. | No se celebró por la Crisis Sanitaria del Covid-19. | No se celebró por la Crisis Sanitaria del Covid-19. |
| 2021 | Emilio Ortiz / Ekaitz Saies                         | Equipo Neutro                                       | 1.03.32                                             |
| 2022 | Suspendido por falta de caudal.                     | Suspendido por falta de caudal.                     | Suspendido por falta de caudal.                     |
| 2023 | Emilio Ortiz / Álvaro Fernández Fiuza               | Equipo Neutro                                       | 1.05.41                                             |

La primera edición en K-2 fue ganada por la pareja del SCD Ribadesella formada por Juan Miguel Feliz Bulnes y Juan Valdés en 1954. El mayor número de victorias lo tiene Jesús Torres, con diez consecutivas en K-1 y K-2 (1984-1993), además de otra victoria en K-2 (en 2009).